# アンドレイ・ゴツマノフ
アンドレイ・ゴツマノフ（Andrei Gotsmanov, 1986年8月5日 - ）は、ベラルーシの元サッカー選手。ミンスク出身。兄のサーシャ・ゴツマノフもサッカー選手。

## 人物
父親はソビエト連邦、ベラルーシ代表のフォワード、セルゲイ・ゴツマノフであり、1998年のユーロ準優勝メンバーであった。彼は1996年にユナイテッドサッカーリーグのミネソタ・サンダーと契約を結んだのをきっかけに、彼もアメリカへと渡りミネソタ州のイーガンで育っている。